# Legirano jeklo
Legirana jekla so tista, ki vsebujejo >0,5 % Si in > 0,8 % Mn in/ali še druge namerno dodane elemente. Malolegirana jekla vsebujejo do 5 % zlitinskih elementov, visokolegirana pa več kot pet odstotkov.
Glavni cilj legiranja jekel je:
- povečanje mehanskih lastnosti
- povečanje kaljivosti (globine prekaljevanja)
- izboljšanje sposobnosti za toplotno obdelavo.

Zlitinski elementi (razen Co) zmanjšajo kritično hitrost pri kaljenju in omogočajo kaljenje pri zmernih hitrostih ohlajanja. S tem se zmanjšajo notranje napetosti in s tem nevarnost za nastanek razpok in deformacij.
Pri kaljenju ogljikovih jekel dobimo le blizu površine trdo martenzitno mikrostrukturo, medtem ko je v globini mikrostruktura sestavljena iz mehkejših bainita, perlita in/ali ferita. Legirana jekla se pri kaljenju v istem kalilnem sredstvu prekalijo globlje, zato ima kaljeno legirano jeklo po popuščanju tudi enakomerno mikrostrukturo in lastnosti po večjem delu prereza.
- Elementi, ki tvorijo s feritom trdno raztopino in ne tvorijo karbidov

Takšni elementi so Ni, Si in Al. Ti elementi zmanjšujejo obstojnost cementita.
- Zlitinski elementi, ki se topijo v feritu močno utrjujejo jeklo - utrjevanje trdne raztopine ali raztopinsko utrjanje.
- Elementi, ki tvorijo karbide

Ti (TiC), V (VC, V2C), W (WC, W2C), Cr (Cr7C3, Cr4C), Mo (MoC), Mn (Mn3C), Zr, Nb. Vsi ti karbidi so stabilnejši kot Fe3C. Zaradi tega se C v jeklu ne veže na železo, če so prisotni ti karbidotvorni elementi, ampak predvsem na te elemente. Čim obstojnejši je določen karbid, tem težje se topi v avstenitu in tem težje se izloča pri popuščanju jekla.

### Binarni diagrami stanja (fazni diagrami) Fe-zlitinski elementi
Vsi zlitinski elementi so bolj ali manj topni v alfa-, gama- in delta-železu ter različno vplivajo na temperature premenskih točk pri spremembah kristalne strukture (alotropskih modifikacijah).
Na podlagi binarnih diagramov stanja lahko ugotovimo vpliv zlitinskega elementa na kristalno strukturo jekla. V odvisnosti od vpliva elementa na temperaturo faznih premen, razlikujemo dve vrsti zlitinskih elementov:
- zlitinski elementi, ki znižajo temperaturo premene alfa-gama in zvišajo temperaturo premene gama-delta. Ti elementi razširjajo gama-področje in jih imenujemo gamageni elementi.
- Zlitinski elementi, ki zvišajo temperaturo premene alfa-gama in znižajo temperaturo premene gama-delta. Ti elementi zožujejo gama- in razširjajo alfa-področje – to so alfageni elementi.